# عصفلدين دمشقي
العِصْفَلْدِين الدمشقي (باللاتينية: Asphodeline damascena) نوع نباتي ينتمي إلى جنس العِصْفَلْدِين من الفصيلة الزانثوروية (باللاتينية: Xanthorrhoeaceae).

## الموئل والانتشار
الموئل الأصلي لهذا النوع بلاد الشام بما في ذلك الأقاليم السورية الشمالية في تركيا حالياً.

## مرادفات للاسم
- البروق الدمشقي (باللاتينية: Asphodelus damascene)